# Batallas de Narvik

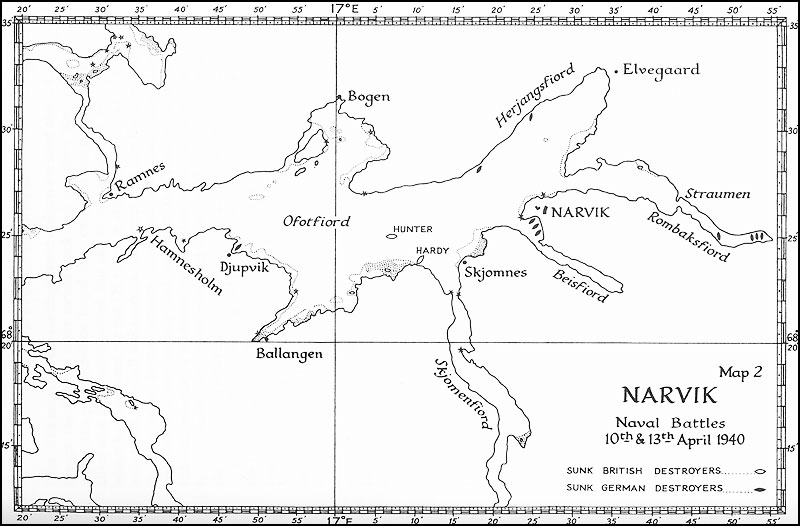
Mapa del fiordo de Narvik.

Durante la Campaña de Noruega en 1940, teatro de la Segunda Guerra Mundial, se libraron tres batallas entre las fuerzas de Reino Unido y Alemania, en Narvik, Noruega, siendo las dos primeras de naturaleza naval y la última terrestre:
- Primera Batalla de Narvik, librada el 10 de abril frente a la bahía de Narvik, con resultado en una victoria alemana

- Segunda Batalla de Narvik, librada el 13 de abril en el mismo lugar de la primera batalla, resultando en una victoria británica.

- Tercera Batalla de Narvik, librada entre el 9 de abril y el 8 de junio, a los alrededores de Narvik, resultando en una victoria alemana.

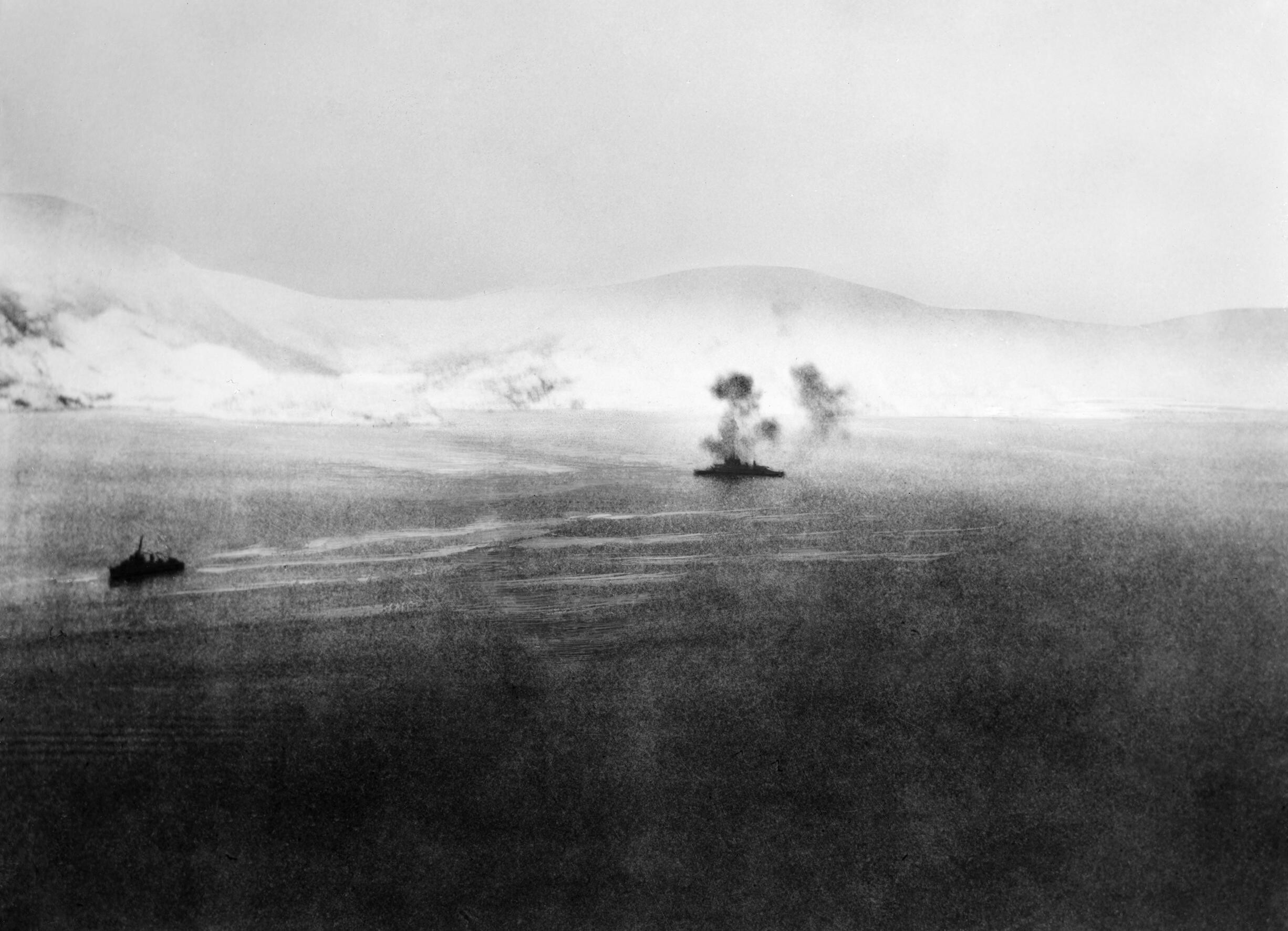

- Datos: Q708217
- Multimedia: Battle of Narvik / Q708217